# 贡山山胡椒
贡山山胡椒（学名：Lindera doniana）为樟科山胡椒属下的一个种。